# Cassian Maria Spiridon

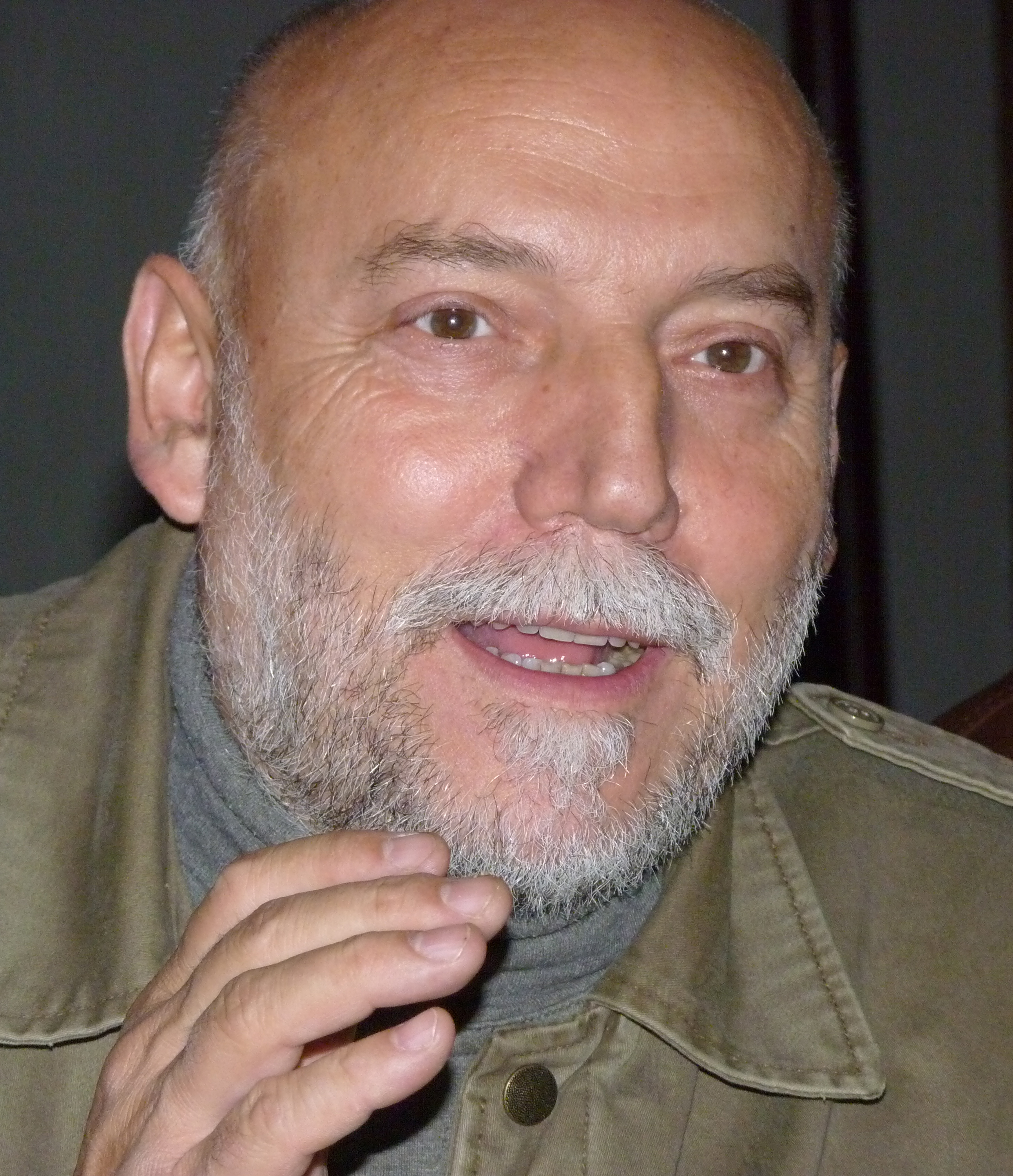
Cassian Maria Spiridon

Cassian Maria Spiridon (* 9. April 1950 in Iași, Volksrepublik Rumänien) ist ein rumänischer Ingenieur, Lyriker, Essayist, Chefredakteur und Verleger. Er war Organisator und Teilnehmer der verschwörerischen revolutionären Bewegung in Iaşi vom 14. Dezember 1989.
2009 wurde er zum Präsidenten des Rumänischen Schriftstellerverbandes gewählt.

## Leben
Spiridon wurde als Sohn der Lehrerin Maria Spiridon geboren. Er besuchte bis 1969 das theoretische Gymnasium in Negrești-Vaslui und dann bis 1975 die Fakultät für Mechanik an der Polytechnischen Universität in Bukarest.
Nach dem Abschluss arbeitete er von 1975 bis 1978 als Leiter der mechanischen Werkanlage am IAS Albești bei Botoșani, bis 1981 als Leiter der Maschinenmontage, Wartung und Reparatur von Werkzeugmaschinen bei CUG Iași, bis 1985 als wissenschaftlicher Forscher bei ICPE Iaşi und dann bis 1989 als Leiter des Forschungsteams bei CCSITUMP Iași.
Im Dezember 1989 wurde er verhaftet, weil er am 14. Dezember 1989 in Iaşi die revolutionäre „Verschwörungsbewegung“ organisiert und daran teilgenommen hatte. Am 22. Dezember 1989 wurde er aus der politischen Haft entlassen.
In der Literaturpresse debütierte er 1970 in der Zeitschrift "Amphitheater" und in der Literaturzeitschrift "Romania literară" (Das Literarische Rumänien).
Im Januar 1990 gründete er die neue Reihe der Zeitschrift Timpul (Die Zeit) in Iași, die unter seiner Leitung bis Ende Oktober 1991 erschien. Im November 1991 gründete er den „Verlag Timpul“, dem er bis heute vorsteht. Zwischen November 1991 und November 1992 arbeitete er als Redakteur bei der Zeitschrift „Cronica“ (Die Chronik) in Iaşi, anschließend von Dezember 1992 bis Dezember 1994 bei „Evenimentul zilei“ (Das Tages Ereignis). Von 1993 bis 1995 war er Redakteur bei dem Fernsehsender „Europa Nova“ in Iaşi.
Im Juni 1994 gründete er das Lyrik Kulturmagazin Poezia (Das Gedicht), wo er Chefredakteur und seit 2000 Gründungsdirektor ist. Im Oktober 1995 initiierte er die Zeitschrift Caietele de la Durău (Die Durău Hefte) und wurde Mitbegründer und koordinierender Herausgeber dieser Publikation. Seit Dezember 1995 ist er Chefredakteur der Zeitschrift „Convorbiri literare“ (Literarische Gespräche) aus Iași und seit 2016 Direktor.
Er ist Mitglied des Rumänischen Schriftstellerverbandes, Mitglied der Gesellschaft rumänischer Journalisten, der Vereinigung rumänischer Journalisten und Mitglied des Europäischen PEN-Clubs. Seit 1996 ist er Mitglied des Rates und des Verwaltungsausschusses des Rumänischen Schriftstellerverbandes und seit 2000 Mitglied des Direktorenkollegiums. Seit 2009 ist er Präsident des Schriftstellerverbandes, Zweigstelle Iaşi.

## Veröffentlichungen
- Pornind de la zero. Ed. Junimea, Iași 1985.
- Iași, 14 decembrie 1989. Ed. Timpul, Iași 1994, ISBN 973-96786-2-9
- Zodia nopții. Ed. Cartea Românească, București 1994, ISBN 973-23-0469-3
- Piatră de încercare. Ed. Junimea, Iași 1995, ISBN 973-37-0218-8
- De dragoste și moarte. Ed. Helicon, Timișoara 1996, ISBN 973-574-190-3
- Întotdeauna ploaia spală eșafodul, Ed. Axa, Botoșani 1997, ISBN 973-9260-39-X
- Arta nostalgiei. Ed. Cartea Românească, 1997, ISBN 973-23-0605-X
- Intrarea în apocalipsă. (ediție bilingvă, română și franceză), Ed. Cogito, 1997, ISBN 973-9064-73-6
- Atitudini literare. Ed. Cartea Românească, 1999, ISBN 973-23-0777-3
- Clipa zboară c-un zîmbet ironic. Ed. Dyonisos, Craiova 1999, ISBN 973-8025-10-9
- Pornind de la zero. Ed. Cartea Românească, București 2000, ISBN 973-23-0905-9
- Dintr-o haltă părăsită. Ed. Augusta, Timișoara 2000, ISBN 973-8039-84-3
- Între două lumi. Editura Cogito, Oradea 2001, ISBN 973-8032-22-9
- Über den Wald. Ed. Dionysos, Germania 2002, (Trad. Christian W. Schenk) ISBN 3-933427-07-X
- Atitudini literare, vol. II, Ed. Cartea Românească, 2002, ISBN 973-23-1408-7
- Ucenicia libertății, (atitudini literare III), Editura Cartea Românească, 2003, ISBN 973-23-0416-2
- Nimic nu tulbură ca viața. Editura Dacia, Cluj 2004, ISBN 973-35-1860-3
- Petre Țuțea între filosofie și teologie. Ed. Cogito, Oradea 2004, ISBN 973-8032-40-7
- Aries. Ed. Junimea, 2004, ISBN 973-37-0137-8
- Eminescu, azi. Editura Junimea, 2005, ISBN 973-37-1007-5
- Între două lumi. Editura Fundației Culturale Poezia, Iași 2006, ISBN 973-86510-2-6
- Orizonturi duble. (Atitudini literare/IV), Ed. Cartea Românească, București 2006, ISBN 973-23-1283-1
- Aventurile terțului. Ed. Junimea, Iași 2006, ISBN 973-37-1205-1
- Marea înfățișare a lui Mihai Ursachi. Ed. Princeps Edit, Iași 2006, ISBN 973-7730-58-5
- Noduri pe linia vieții. Ed. Paralela 45, 2007, ISBN 978-973-47-0062-2
- 101 dialoguri în libertate. Editura Ideea Europeană, 2007, ISBN 973-7691-88-1
- O săgeată îmbrăcată în roșu. Ed. Paralela 45, 2008, ISBN 978-973-47-0508-5
- Aries. Editura Fundației Culturale Poezia, 2008, ISBN 978-973-88139-6-0
- Aventurile terțului. Ed. II, revăzută și adăugită, Editura Curtea veche, București 2009, ISBN 978-973-669-835-4
- Vieți controlate. In: Junimea. Iași 2009, ISBN 978-973-37-1397-5
- Gînduri despre poezie. Limes, Cluj 2010, ISBN 978-973-726-486-2
- Farmecul discret al dreptei cumpăniri. Editura Eikon, Cluj 2010, ISBN 978-973-757-379-7
- 101 dialoguri în libertate. vol. II, Editura Ideea Europeană, 2011, ISBN 978-606-594-083-3
- Cumpăna, antologie de versuri. Tipo-Moldova Iași, 2012, ISBN 978-973-168-475-8
- Despre barbari sau Invazia omului plat. Editura Litera Internațional, București 2011, ISBN 978-606-600-407-7
- Farmecul discret al dreptei cumpăniri. TipoMoldova, Iași 2012, ISBN 978-973-168-963-0
- Poeme în balans. Editura Charmides, Bistrița 2013, ISBN 978-606-8513-11-9
- Rostirea sufletului. Editura Pro Universitara, București 2013, ISBN 978-606-647-760-4
- Petre Țuțea între filozofie și teologie. Editura Doxologia, Iași 2013, ISBN 978-606-666-113-3
- Despre barbari sau invazia omului plat. Editura TipoMoldova, Iași 2013, ISBN 978-606-676-261-8
- Fericirile monahului Nicolae de la Rohia. Editura Doxologia, Iași 2014, ISBN 978-606-664-358-0
- Despre împărăția omului surogat. Ed. Tracus Arte, București 2014
- L’Epreuve. Ed. Vinea, București-Paris 2014, ISBN 978-973-698-393-1
- Pornind de la zero. Ed. Charmides, Bistrița 2015, ISBN 978-606-851-392-8
- Vocația și proza democrației. Ed. Institutul European, Iași 2015, ISBN 978-606-24-0134-4
- Cuvîntul coborît printre noi. Ed. Doxologia, Iași 2015, ISBN 978-606-666-498-1
- Un vis al inteligenței libere. Ed. Idee Europeană, București 2016, ISBN 978-606-594-524-1
- Cezar Ivănescu, un oaspete al Nirvanei. Ed. Junimea, Iași 2016, ISBN 978-973-37-1980-9
- Dușmanii societății sau cînd pacienții pun stăpînire pe ospiciu. Ed. Cartea românească, București 2017, ISBN 978-973-23-3203-0
- Alte gînduri despre poezie. Ed. Tractus Arte, București 2017, ISBN 978-606-664-858-5
- Marea înfățișare a lui Mihai Ursachi. Ed. Junimea, Iași 2017, ISBN 978-973-37-2090-4
- Eminescu, ziarist politic. Ed. Junimea, Iași 2018, ISBN 978-973-37-2090-4
- Cu gândiri și cu imagini. Ed. Cartea Românească, Bukarest 2018
- Iacob Negruzzi la Convorbiri literare. Editura Junimea, Iași 2019, ISBN 978-973-37-2307-3
- Metamorfozele lui Nicolae Manolescu. Editura Junimea, Iași 2019, ISBN 978-973-37-2309-7
- Convorbiri literare. Povestea unei reviste. Editura Muzeului Literaturii Române, Bukarest 2019, ISBN 978-973-167-524-4
- Ioana Diaconescu, Cassian Maria Spiridon: Revoluția ascunsă. 14 Decembrie 1989. Premise și declanșare, Editura Muzeului Literaturii Române, Bukarest 2019, ISBN 978-973-167-521-3
- Le Don des larmes / Darul lacrimilor. Collection La Marque D’Eau, 2019, ISBN 978-2-7570-0402-9
- O sută și una de poezii. Editura Academiei Române, Bukarest 2020, ISBN 978-973-27-3266-3
- Comunitatea globală a spectatorilor. Editura Tracus Arte, Bukarest 2020, ISBN 978-606-023-193-6
- Într-o dimineață. ins chinesische von Ding Chao übersetzt, Shandany Education Press, Peking 2020, ISBN 978-7-5701-0697-4
- Un scriitor livresc, Mihail Sadoveanu. Editura Academiei Române, 2020, ISBN 978-973-27-3303-5

## Deutsche Schriften
- Simone Reicherts-Schenk (Hrsg.): Streiflicht – Eine Auswahl zeitgenössischer rumänischer Lyrik. Dionysos Verlag, Kastellaun 1994, ISBN 3-9803871-1-9. (ins Deutsche übertragen von Christian W. Schenk);
- Über den Wald: Gedichte. Dionysos, Kastellaun 2002, ISBN 3-933427-07-X. (Übersetzt von Christian W. Schenk);

Beteiligungen:
- Mit Gedanken und mit Bildern. Dionysos, Boppard 2018, ISBN 978-1-980240-34-1. (Übersetzer: Christian W. Schenk)
- Pieta – Eine Auswahl rumänischer Lyrik. Dionysos, Boppard 2018, ISBN 978-1-977075-66-6. (Übersetzer: Christian W. Schenk)
- Rosarien: Rumänische Gegenwartslyrik 2020. Dionysos, Boppard 2020, ISBN 979-8-6492-8702-9. (Übersetzer: Christian W. Schenk)

## Auszeichnungen
- 1992 – Preis der Literaturzeitschrift Poesis die Ausgabe Opere fundamentale (Fundamentale Werke) von Petre Țuțea;
- 1992 – Preis des Nationalen Colloquiums Piatra Neamț für die Ausgabe Omul – Tratat de antropologie creștină (Der Mensch – Eine Anthropologisch-christliche Abhandlung) von Petre Țuțea
- 1995 – Der Vasile-Pogor-Preis des Rathauses Iași für besondere Beiträge in Lyrik und Journalismus;
- 1997 – George-Bacovia-Preis der Zeitschrift Atheneum für Lyrik;
- 1999 – Forschungsstipendium des Rumänischen Literaturfonds;
- 1999 – Diplom- und Jubiläumsmedaille 10 ani de la Revoluția Română Anticomunistă din Decembrie 1989 (10 Jahre seit der antikommunistischen Revolution in Rumänien, Dezember 1989), verliehen von dem rumänischen Präsidenten Emil Constantinescu;
- 1999 – Lyrikpreis der Internationalen Akademie Mihai Eminescu, Craiova;
- 2000 – Ehrendiplom des Rathauses von Iaşi für: Contribuția adusă în lupta pentru triumful democrației din România (Beitrag zum Kampf und den Triumph der Demokratie in Rumänien);
- 2000 – Urkunde und Gedenkmedaille 150 de ani de la nașterea lui Mihail Eminescu pentru contribuția deosebită adusă la promovarea operei eminesciene (150 Jahre seit der Geburt von Mihail Eminescu für besondere Beiträge zur Förderung Mihai Eminescus Werke) verliehen von dem rumänischen Präsidenten Emil Constantinescu;
- 2000 – Essay-Preis des Internationalen Poesiefestivals Deva;
- 2001 – Auszeichnung der rumänischen Rundfunkgesellschaft, „Radio Iaşi“ als Chefredakteur der Zeitschrift Convorbiri literare (Literarische Gespräche) für Contribuția de prestigiu la promovarea valorilor democrației, spiritualității și culturii naționale (Prestigeträchtige Beiträge zur Förderung der Demokratie, Spiritualität und nationaler Kulturwerte);
- 2003 – Sonderpreis für Lyrik des Internationalen Lyrikfestivals Ronald Gasparic, Iași, 2003;
- 2004 – Der Vasile-Pogor-Preis für die gesamte literarische Tätigkeit, vom Rathaus Iaşi verliehen;
- 2005 – Europa-Preis der rumänischen Stiftung für Sozialdemokratie und europäische Integration;
- 2005 – Silbermedaille der Antares Kulturstiftung, Galați für besondere Verdienste in der Bekanntmachung der rumänischen Kultur in der Welt;
- 2006 – Exzellenzdiplom des Nationalen Lyrikfestivals „Costache Conachi“, Tecuci, für besondere Verdienste bei der Förderung der Werke des Schriftstellers Costache Conachi;
- 2005 – Erster Preis des Rumänischen Schriftstellerverbandes für die beste Literaturzeitschrift des Jahres 2006,Convorbiri literare  (Literarische Gespräche);
- 2007 – Erhielt den Titel Ehrenbürger der Universität Iaşi;
- 2016 – Exzellenzdiplom für das Essay Buch Un vis al inteligenței libere (Ein Traum freier Intelligenz) beim Festival Avantgarde XXII, Bacău;
- 2018 – Verlagspreis „Cartea Românească“ (Das rumänische Buch) für das Buch Dușmanii societății (Die Feinde der Gesellschaft);
- 2018 – Internationaler Lyrikpreis Li Bai und Du Fu, 2018, Tianshui China, September 2018;
- 2019 – Mihai-Eminescu-Preis für Exegeza Eminesciană (Eminescus Exegese): Eminescu, publicist politic (Eminescu, politischer Publizist), Mihai Eminescu XXIX Literaturfestival, Suceava – Putna;
- 2020 – Ehrendiplom, verliehen vom Rathaus von Iași für 25 Jahre an der Leitung der Zeitschrift Convorbiri literare (Literarische Gespräche);